# Serolis insignis
Serolis insignis är en kräftdjursart som beskrevs av Moreira1977. Serolis insignis ingår i släktet Serolis och familjen Serolidae. Inga underarter finns listade i Catalogue of Life.